# Cha In-ha
Lee Jae-ho —en coreano: 이재호—, más conocido como Cha In-ha —en coreano: 차인하— (Goyang, 15 de julio de 1992-Seúl, 3 de diciembre de 2019), fue un actor y cantante surcoreano. Fue miembro del grupo Surprise U.

## Biografía
El 3 de diciembre de 2019 se anunció que In-ha había sido encontrado muerto en su hogar, tenía 27 años.

## Carrera
Fue miembro de la agencia Fantagio Entertainment.

### Televisión
En septiembre de 2017 se unió al elenco recurrente de la serie La temperatura del amor donde dio vida al personaje Kim Ha-sung, un chef de Good Soup.
El 7 de mayo de 2018 se unió al elenco recurrente de la serie Wok of Love donde interpretó a Bong Chi-soo, un exgángster y miembro de la pandilla Big Dipper, que se convierte en un chef experto en la preparación de dumplings y rápido en los cálculos.
En junio del mismo año se unió al elenco recurrente de la serie Are You Human Too? donde dio vida a Hwang Ji-yong, un miembro del equipo Autonomous.
En noviembre del mismo año se unió al elenco recurrente de la serie Clean with Passion for Now donde interpretó a Hwang Jae-min, un limpiador y miembro de Cleaning Fairy, así como un actor, hasta el final de la serie en febrero del 2019.
El 27 de marzo de 2019 se unió al elenco recurrente de la serie The Banker donde dio vida a Moon Hong-joo, un miembro de la oficina de auditoría.
El 27 de noviembre del mismo año se unió al elenco de la serie Love with Flaws donde interpretó a Joo Won-suk, el hermano de Joo Seo-yeo, Oh Yeon-seo y Joo Seo-joon. Es el segundo hermano mayor, trabaja como barman y es gerente de un bar.

### Música
El 7 de julio de 2017 realizó su debut con el grupo Surprise U junto a Yoon Jung-hyuk, Eun Hae-sung, Ji Gun-woo y Kim Hyun-seo. Dentro del grupo tuvo una de las posiciones de vocalista y bailarín. In-ha formaba parte del grupo cuando fue anunciado su fallecimiento.

## Filmografía

### Series de televisión
| Año       | Título                     | Personaje     | Notas        |
| --------- | -------------------------- | ------------- | ------------ |
| 2019-2020 | Love with Flaws            | Joo Won-suk   | 32 episodios |
| 2019      | Miss Independent Ji Eun 2  | Ha Jun        | 16 episodios |
| 2019      | The Banker                 | Moon Hong-joo |              |
| 2018      | Clean with Passion for Now | Hwang Jae-min |              |
| 2018      | Are You Human Too?         | Hwang Ji-yong |              |
| 2018      | Wok of Love                | Bong Chi-soo  |              |
| 2018      | Queen of Mystery 2         | Dae Won       |              |
| 2017      | Temperature of Love        | Kim Ha-sung   |              |
| 2017      | Idol Fever                 | In Ha         | 10 episodios |

## Discografía

### Surprise U

#### Miniálbum
| Fecha               | Título | Canciones                                        | Notas                              |
| ------------------- | ------ | ------------------------------------------------ | ---------------------------------- |
| 15 de julio de 2017 | I DO   | 1. Rest Your Head 2. I DO 3. 아쉬워 4. My Friend | - (Rest Your Head versión coreana) |

#### Sencillo digital
| Fecha               | Título         | Canciones         | Notas                         |
| ------------------- | -------------- | ----------------- | ----------------------------- |
| 8 de julio de 2017  | Rest Your Head | 1. Rest Your Head |                               |
| 18 de marzo de 2017 | Stay           | 1. Stay           | (música del webtoon "TRENIZ") |